# Роббинс Лэндон, Ховард Чандлер
Ховард Чандлер Роббинс Лэндон (англ. Howard Chandler Robbins Landon, чаще H. C. Robbins Landon; 6 марта 1926, Бостон — 20 ноября 2009, Рабастенс, департамент Тарн, Франция) — американский музыковед

. 
Заслуженный профессор Кардиффского университета. Иностранный член Американского философского общества (1991).
Окончил Суортмор-колледж и Бостонский университет, после чего в 1947 году уехал для продолжения образования в Европу. Изучал в Вене творчество Йозефа Гайдна, опубликовав в 1955 году монографию «Симфонии Йозефа Гайдна» (англ. Symphonies of Joseph Haydn), за которой в 1976—1980 годы последовал пятитомник «Гайдн: Хроника жизни и труды» (англ. Haydn: Chronicle and Works); Роббинс Лэндон также редактировал ряд изданий произведений Гайдна.
Другой сквозной темой Роббинса Лэндона стали жизнь и творчество Вольфганга Амадея Моцарта. В числе его моцартовских работ — исследование «Моцарт, золотые годы, 1781—1791» (англ. Mozart, the golden years, 1781-1791; 1989), отдельная более подробная книга о последнем годе жизни Моцарта (англ. 1791: Mozart's Last Year; 1988), книга «Моцарт и масоны» (англ. Mozart and the Masons: new light on the lodge «Crowned hope»; 1983) и др.
Роббинсу Лэндону принадлежат также монографии о Бетховене, Вивальди, Генделе.
В 1992 году Роббинсу Лэндону была присуждена престижная мировая музыкальная награда — Премия Эрнста фон Сименса.